# 死人勿進
《死人勿進》（英語：Dead Man Out）是一部1989年美國犯罪電視電影，由理查德·皮爾斯執導，羅恩·哈欽森編寫劇本，丹尼·葛洛佛和魯賓·布雷主演。劇情講述一名死刑犯等待行刑日的八年來，行為變得越來越不穩定，這使一名精神科醫生前來審定對方在精神上是否仍受處決。電影為HBO自製，1989年3月12日首播。

## 演員
- 丹尼·葛洛佛飾演亞歷克斯·馬許醫生
- 魯賓·布雷飾演班
- 拉里·布洛克飾演克萊因菲德
- 湯姆·艾金斯飾演柏格
- 山姆·傑克森飾演卡爾文·弗雷德里克斯

## 家用媒體
該片由HBO Video在Home Box Office名義下以VHS形式發行。然而，電影從未以DVD或藍光光碟形式發行。

## 外部連結
- 互联网电影数据库（IMDb）上《死人勿進》的资料（英文）